# Monument des Enfants – Victimes de l'Holocauste
Le Monument des Enfants – Victimes de l’Holocauste est un monument commémorant les enfants – victimes de l’Holocauste, qui se trouve au cimetière juif d'Ulica Okopowa (pl) à Varsovie. 

## Caractéristiques
Le monument a été fondé par Jacek Eisner. Il ressemble à un haut mur avec des barbelés, auquel il mènent les plaques disposées en forme de menorah. En bas du monument se trouvent les ruines du ghetto dans lesquels on a intégré les photos des enfants juifs, morts pendant la Seconde Guerre mondiale. Au-dessous d’eux, il y a un panneau avec une inscription en trois langues : polonais, hébreu et anglais : À la mémoire d’un million d’enfants juifs tués par des barbares allemands 1939-194. Une des photographies présente une fille portant des vêtements à carreaux et un bonnet, qui s’appelait Lusia. Elle était la fille de Chaskiel Bronstein, propriétaire du studio de photographie Fotografika à Tarnów, mentionné dans le récit Mercedes Benz de Paweł Huelle. 
Sur le monument, ils se trouvent aussi une tombe symbolique de la famille Szteinman, tuée durant l’Holocauste et les deux plaques commémoratives :
- une avec une inscription en polonais, hébreu et anglais : Ma grand-mère Masza avait vingt petits fils et filles. L’autre grand-mère Hana en avait onze. Je suis le seul survécu parmi nous tous. Jacek Eisner
- une autre avec le texte du poème Le petit passeur (pol. Mały Szmugler) de Henryka Łazowertówna en polonais, hébreu et anglais :

« Par murs, par trous, par gardes

Par câbles, par ruines, par palissades

Affamé, audacieux, tenace

Je glisse, je passe comme un chat

Et si la main du destin soudain

M’attrape, à un moment, dans ce jeu

C’est juste un piège commun de la vie

Maman, ne m’attend plus

Et seulement un souci

Une seule grimace sur la bouche

Qui, ma chère maman,

Demain, va t’apporter le pain ? »